# HD188097
HD188097 — хімічно пекулярна зоря спектрального класу A2, що має видиму зоряну величину в смузі V приблизно  5,7.
Вона  розташована на відстані близько 231,6 світлових років від Сонця.